# Donald Symington
Donald Leith Symington (Baltimore, 30 de agosto de 1925 – Towson (Maryland), 24 de julio de 2013) fue un actor de cine, teatro y televisión estadounidense. Apareció en diversas películas y programas de televisión como Annie Hall (como padre de Annie Hall), Poderosa Afrodita y Movida de verano.

## Filmografía
| Año  | Título en español                                           | Título en español                                    | Director           | Rol               |
| ---- | ----------------------------------------------------------- | ---------------------------------------------------- | ------------------ | ----------------- |
| 1970 | Diario de una esposa desesperada                            | Diary of a Mad Housewife                             | Frank Perry        | Pediatra          |
| 1972 | El anzuelo de oro                                           | Trick Baby                                           | Larry Yust         | Morrison          |
| 1973 | De los archivos revueltos de la señora Basil E. Frankweiler | From the Mixed-Up Files of Mrs. Basil E. Frankweiler | Fielder Cook       | Director de museo |
| 1976 | La tapadera                                                 | The Front                                            | Woody Allen        | Congresista       |
| 1977 | Annie Hall                                                  | Annie Hall                                           | Woody Allen        | Padre de Annie    |
| 1979 | Lazos de sangre                                             | Bloodline                                            | Terence Young      | Henley            |
| 1981 | Lobos humanos                                               | Wolfen                                               | Michael Wadleigh   | Abogado           |
| 1982 | Golpea y huye                                               | Hit and Run                                          | Charles Braverman  | Robert Trench     |
| 1982 | Hanky Panky                                                 | Hanky Panky                                          | Sidney Poitier     | Manager de Club   |
| 1983 | Movida de verano                                            | Spring Break                                         | Sean S. Cunningham | Ernest Dalby      |
| 1995 | Poderosa Afrodita                                           | Mighty Aphrodite                                     | Woody Allen        | Padre de Amanda   |
| 1999 | Man of the Century                                          | Man of the Century                                   | Adam Abraham       | Reverend Sheehan  |
| 2000 | Ten Hundred Kings                                           | Ten Hundred Kings                                    | D.W. Maze          | Ethan Berger      |